# Patrick Blondeau
Patrick Blondeau (ur. 27 stycznia 1968 w Marsylii) – francuski piłkarz grający na pozycji obrońcy, reprezentant kraju.